# Prova de la tuberculina
La prova de la tuberculina s'utilitza habitualment per a conèixer la sensibilitat del subjecte a la tuberculina. Una reacció positiva indica que hi ha o que hi ha hagut contacte de l'individu amb el bacil de Koch, però no vol dir necessàriament que pateixi de tuberculosi.
De forma habitual només s'utilitza la prova intradèrmica (la prova de Mantoux). Al Regne Unit s'havia utilitzat la prova de Heaf.